# Leptomydas sardous
 (novembre 2024).
Espèce
Leptomydas sardous est une espèce de mouches de la famille des Mydidae appartenant au genre Leptomydas,.

## Répartition
Endémique de Corse et Sardaigne.

## Description
Elle mesure environ 21 millimètres de long, son aspect ne prête guère à confusion, d'autant plus qu'il s'agit de l'unique représentante de sa famille en Sardaigne.

## Écologie
Cette grande espèce vit dans les dunes littorales, la femelle pond ses œufs directement dans le sable en y enfonçant entièrement son abdomen.

## Systématique
Le nom valide complet (avec auteur) de ce taxon est Leptomydas sardous (Costa, 1884).
L'espèce a été initialement classée dans le genre Mydas sous le protonyme Mydas sardous Costa, 1884.
Leptomydas sardous a pour synonyme :
- Mydas sardous Costa, 1884